# Louis Pépin
Louis Auguste Pépin, né à Angre le 24 mars 1861 et décédé à Pâturages le 4 décembre 1938 fut un homme politique wallon, membre du parti ouvrier belge.
Il fut élu député de l'arrondissement de Mons-Borinage du 19 novembre 1901 au 27 novembre 1932.

## Sources
- Paul VAN MOLLE, Le Parlement belge, 1894-1972, Anvers, 1972.